# Hortfund von Isleham
 Der Hortfund von Isleham (englisch Isleham Hoard) ist ein Hortfund aus der Bronzezeit, der im Jahr 1959 in Isleham südöstlich von Ely im Osten der englischen Grafschaft Cambridgeshire gefunden wurde. Er besteht aus mehr als 6500 Teilen bearbeiteter und roher Bronze. Der Hort ist der größte Fund aus der Bronzezeit, der bisher in England entdeckt wurde.
Er besteht aus Äxten, dekorativer Ausstattung (insbesondere Pferdegeschirr), Dolchen, Messern, Pfeilen, Rüstungen, Schwertern, Speerspitzen und Fragmenten von Blatt-Bronze, die aus der Wilburton-Wallington-Phase der Spätbronzezeit (etwa 1000 v. Chr.) stammen. Die Schwertgriffe haben Löcher, wo Nieten hölzerne Griffschalen hielten. Die Beschläge waren in der Regel aus Bronze. Ausnahme bilden solche aus Silber oder Gold, die wohl Würdenträgern zuzuordnen sind. Der größte Teil der Objekte wurden nach St. Edmundsbury Borough verbracht, während andere im Museum für Archäologie und Anthropologie der University of Cambridge liegen. Einige werden im angelsächsischen Museumsdorf von West Stow gezeigt.